# 카를테오도어 추 구텐베르크
카를테오도어 폰 운트 추 구텐베르크 남작(독일어: Karl-Theodor Freiherr von und zu Guttenberg, 1971년 12월 5일 ~ )는 독일의 정치인이다. 2009년 2월부터 기술경제부 장관, 10월부터 국방장관으로 재직하다 박사학위 논문 표절사건으로 2011년 모든 공직에서 사퇴했다.
프랑켄 귀족의 후손으로 이름에 붙은 Freiherr는 남작의 뜻이다. 'Karl-Theodor Maria Nikolaus Johann Jacob Philipp Franz Joseph Sylvester Freiherr von und zu Guttenberg'라는 긴 정식이름을 갖고 있다. 조부는 1960년대 ~ 1970년대의 유명한 바이에른 기독교 사회연합(기사당, CSU)의 정치인이었고, 외조부는 합스부르크 왕가의 후손으로 크로아티아의 정치인이다. 2000년 결혼한 부인 슈테파니 그레핀 폰 비스마르크쇤하우젠도 명문가 출신으로, 철혈 재상으로 유명한 오토 폰 비스마르크의 직계 후손이다.
그는 바이에른주 뮌헨에서 태어났으며, 바이로이트 대학교에서 정치학·법학을 전공하였다. 구텐베르크 가족 소유의 회사 경영을 하다가 디 벨트의 프리랜서 기자로 일했다. 2002년 기사당 소속으로 연방의회 의원으로 선출되었으며, 보수적인 견해로 눈길을 끌었고 독일의 떠오르는 젊은 정치인으로 부각되었다. 2008년 11월 기사당 사무총장, 2009년 2월 앙겔라 메르켈 정권의 기술경제부장관을 역임했으며, 2009년 10월 앙겔라 메르켈 정권의 새 내각에서 국방장관으로 임명되었다. 그는 독일에서 차세대를 이끌 정치인으로 큰 인기를 모았으나, 군과 관련된 여러 스캔들로 논란을 빚은 데 이어, 바이로이트 대학교에서 작성한 박사학위 논문 표절 스캔들로 큰 물의를 빚어 2011년 3월 1일 국방장관직을 사임하였고, 3월 3일 하원의원직도 내놓았다.